# ノバ・リスボア空港
アルバノ・マシャド空港（Albano Machado Airport (IATA: NOV, ICAO: FNHU)）は、アンゴラのウアンボにある空港である。

## 就航航空会社
- エア26：ルアンダ
- エア・ジェミニ：ルアンダ
- ディエキシム・エクプレッソ：ルアンダ
- ソンエアー
- TAAGアンゴラ航空：カツンベラ、ルアンダ、ルバンゴ、メノングエ、オンジヴァ